# Aree naturali protette in Nepal

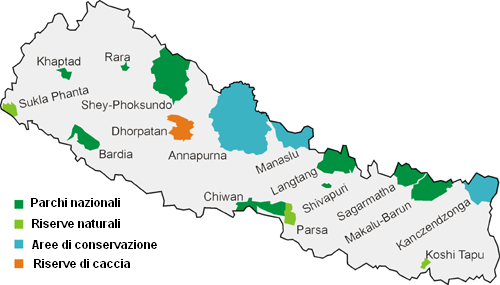
Aree naturali protette del Nepal

Per Aree naturali protette in Nepal si intendono tutte le zone territoriali del Nepal poste dal governo locale sotto dei vincoli di protezione e conservazione.
La prima area fu realizzata nel 1973 attraverso la definizione del Parco nazionale di Chitwan nel Nepal centrale. 

## Parchi nazionali
- Parco nazionale reale di Bardia
- Parco nazionale di Chitwan
- Parco nazionale di Khaptad
- Parco nazionale del Makalu-Barun
- Parco nazionale del Langtang
- Parco nazionale di Rara
- Parco nazionale di Sagarmatha
- Parco nazionale di Shey-Phoksundo

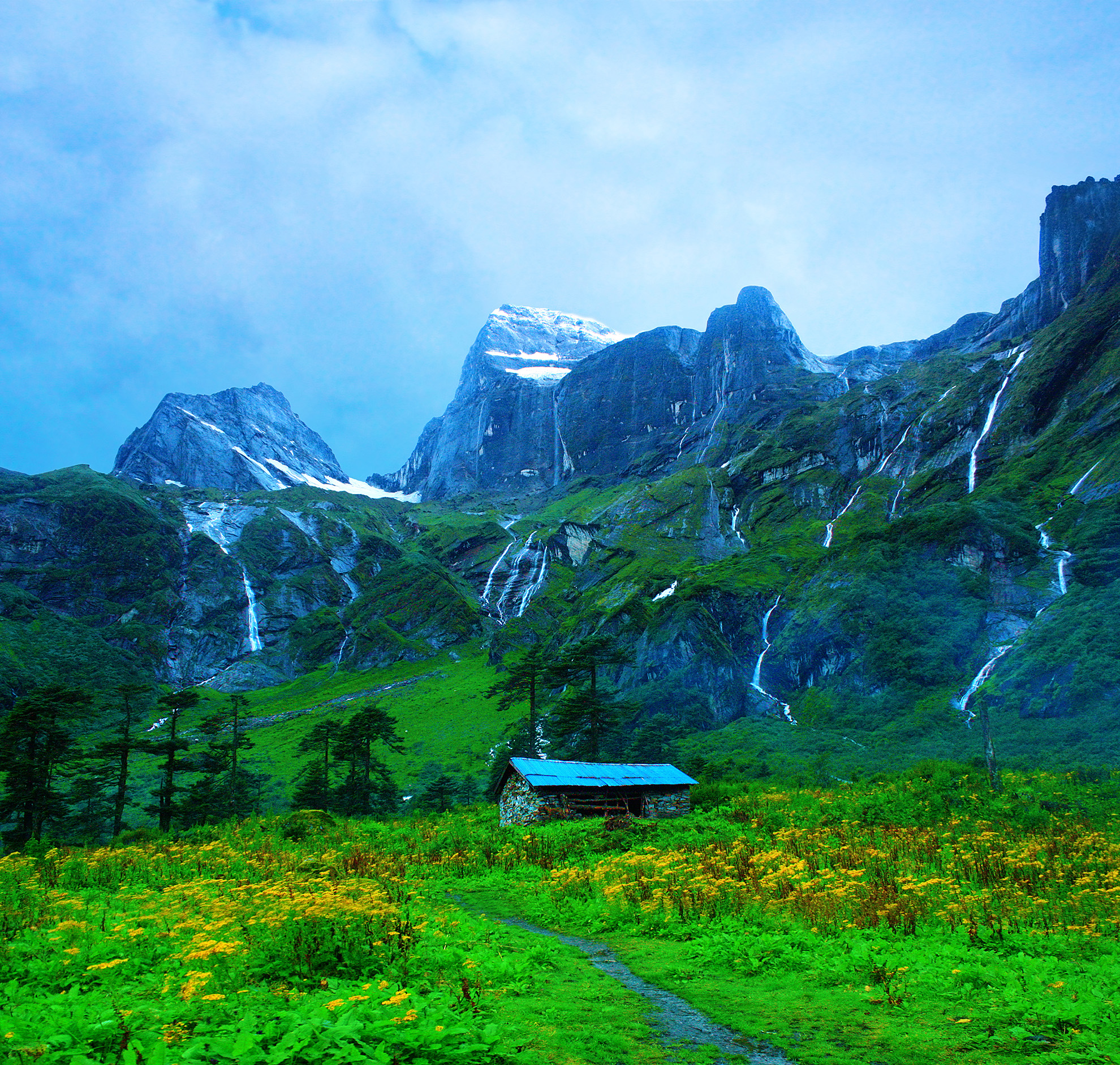
Valle del Barun nel Parco nazionale del Makalu-Barun

- Parco nazionale di Shivapuri Nagarjun
- Parco nazionale di Banke
- Parco nazionale di Shukla Phanta
- Parco nazionale di Parsa

## Riserve naturali
- Riserva naturale Koshi Tappu

## Riserva di caccia

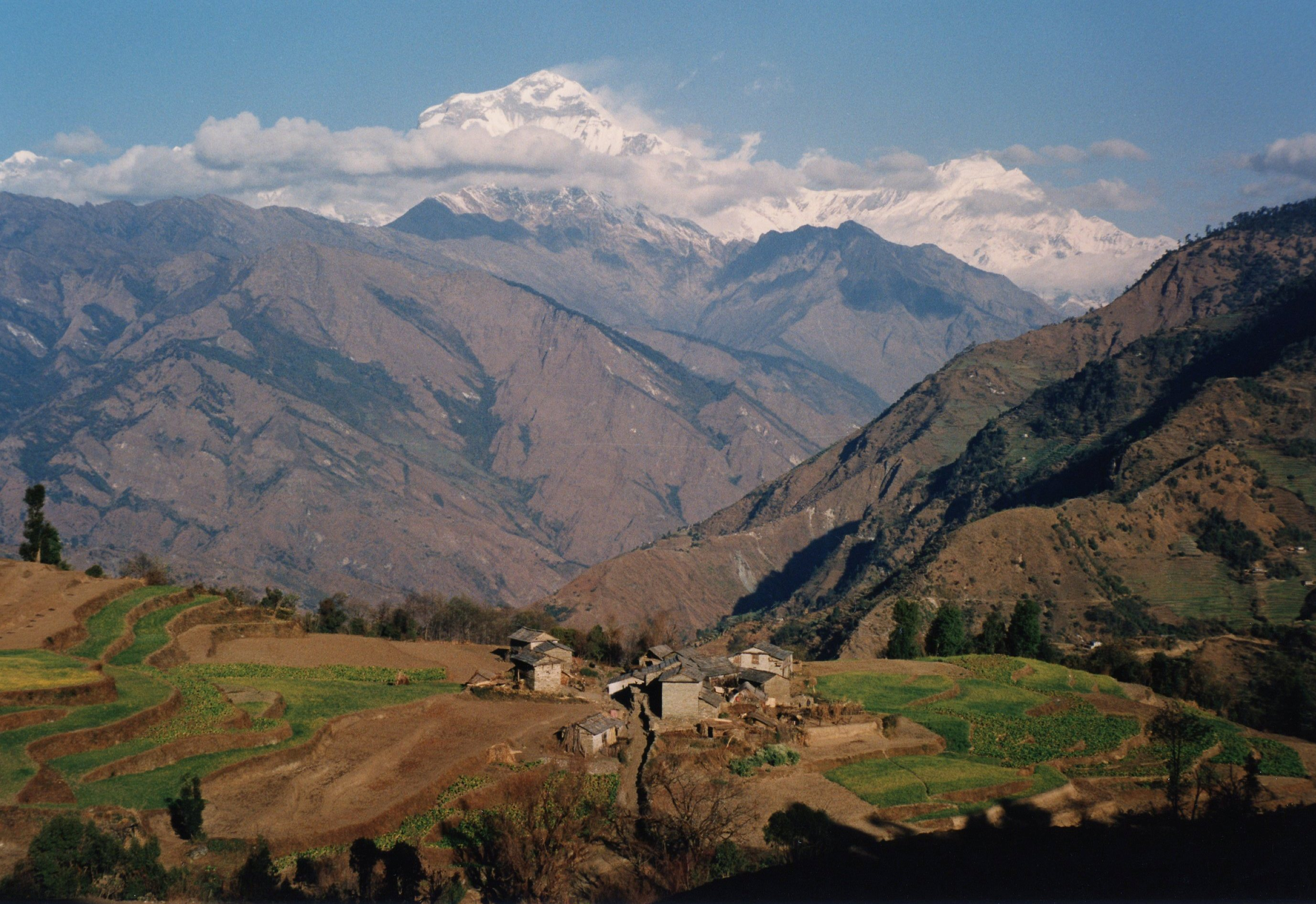
Dhaulagiri dalla valle a sud (Ghorepani, Riserva di caccia di Dhorpatan)

- Riserva di caccia di Dhorpatan

## Aree di conservazione
- Area di conservazione dell'Annapurna
- Area di conservazione del Blackbuck
- Area di conservazione del Kanchenjunga
- Area di conservazione del Manasalu
- Area di conservazione Api Nampa
- Area di conservazione del Gaurishankar